# 劉浩 (成化進士)
劉浩（1454年—？），字元充，江西吉安府安福縣人，民籍，明朝政治人物。

## 生平
江西鄉試第八十名舉人。成化二十三年（1487年）中式丁未科會試第七十二名，三甲第二百二十四名進士。歷官叙州府知府，正德五年（1510年）十一月升浙江按察司副使，丁憂服闋，九年正月復除原职，十二年正月考察闲住。

## 家族
曾祖劉命謹；祖父劉丙極；父劉廷熙，母趙氏。